# شوگو یوشیکاوا
شوگو یوشیکاوا (انگلیسی: Shogo Yoshikawa؛ زادهٔ ۸ آوریل ۱۹۹۵) بازیکن فوتبال اهل ژاپن است.